# Kamień (Świniary Stare)
Kamień – część wsi Świniary Stare w Polsce, położona w województwie świętokrzyskim, w powiecie sandomierskim, w gminie Łoniów, należy do sołectwa Świniary Stare.
W latach 1975–1998 Kamień administracyjnie należał do województwa tarnobrzeskiego.